# Distrito de Thun
El distrito de Thun (en francés district de Thoune) es uno de los antiguos veintiséis distritos del cantón de Berna, Suiza, situado al suroeste del cantón, tenía una superficie de 267 km². La capital del distrito era Thun. 

## Geografía
El distrito de Thun es uno de los distritos que forman la región del Oberland bernés (Berner Oberland en alemán). Limita al norte con el distrito de Konolfingen, al noreste con el de Signau, al sureste con el de Interlaken, al sur con el de Frutigen, al suroeste con el de Niedersimmental, y al noroeste con el de Seftigen.

## Historia
El distrito fue disuelto el 31 de diciembre de 2009 tras la entrada en vigor de la nueva organización territorial del cantón de Berna. Las comunas fueron absorbidas en su totalidad por el nuevo distrito administrativo de Thun.

## Comunas
| Amsoldingen            | 801   | 4.7   |
| Blumenstein            | 1163  | 15.5  |
| Buchholterberg         | 1524  | 15.3  |
| Eriz                   | 510   | 21.8  |
| Fahrni                 | 741   | 6.7   |
| Forst-Längenbühl1      | 714   | 4.5   |
| Heiligenschwendi       | 631   | 5.6   |
| Heimberg               | 6071  | 5.4   |
| Hilterfingen           | 3987  | 2.8   |
| Höfen bei Thun         | 410   | 4.6   |
| Homberg                | 505   | 6.5   |
| Horrenbach-Buchen      | 252   | 20.4  |
| Oberhofen am Thunersee | 2364  | 2.8   |
| Oberlangenegg          | 488   | 9.1   |
| Pohlern                | 267   | 9.9   |
| Schwendibach           | 253   | 1.5   |
| Sigriswil              | 4608  | 55.4  |
| Steffisburg            | 15379 | 13.5  |
| Teuffenthal            | 171   | 4.6   |
| Thierachern            | 2205  | 7.5   |
| Thun                   | 42129 | 21.6  |
| Uebeschi               | 691   | 4.4   |
| Uetendorf              | 5969  | 10.2  |
| Unterlangenegg         | 909   | 6.8   |
| Wachseldorn            | 238   | 3.5   |
| Zwieselberg            | 268   | 2.4   |
| Total (26)             | 92248 | 267.0 |

Notas:
- 1 Fusión de las comunas de Forst y Längenbühl el 1 de enero de 2007.